# Pallady - pagini de jurnal
Pallady — pagini de jurnal este un film românesc din 1967 regizat de Nina Behar.